# 비락
비락(肥樂)은 대한민국 부산광역시 지역 굴지의 유제품 제조업체이다. 1963년 한국비락으로 창립하였으며, 1971년 상호명을 한국비락에서 비락유업로 변경하였으며, 본사를 서울특별시에서 부산광역시로 이전했다. 1997년 한국야쿠르트가 인수하여 계열사로 편입되었다. 1983년 상호명을 비락우유에서 비락으로 변경하였으며, 1993년 캔 음료인 비락식혜와 비락 수정과로 출시하여 전통 음료 시장을 공략과 성공을 거두었다.
한국야쿠르트는 비락을 통해 원유를 OEM 공급받아 우유 시장에 진출하였다. 현재 우유, 분유, 유산균음료, 전통음료, 건강식품, 컵밥 등을 생산 하고 있다. 주식회사 에치와이가 모든 주식을 가지고 있으며, 분사된 계열사인 팔도로 상호를 사용되고 있다.